# Shadowpact
Gli Shadowpact sono un gruppo di eroi basati sulla magia che combatterono contro Lo Spettro nella miniserie del 2005 Il giorno della vendetta, pubblicata dalla DC Comics. Sono una sorta di Justice League per gli elementi super-naturali dell'Universo DC. Alcuni membri della squadra sono Homo Magi.
La loro serie finì nel maggio 2008, con 25 numeri e 2 annuali, ma la squadra comparve nella serie Reign in Hell del luglio 2008.

## Storia
Il gruppo fu fondato in un momento di impulso da Enchantress, Ragman e Detective Chimp per sbarazzarsi dello Spettro a causa della sua decisione di distruggere tutta la magia dell'universo. Furono raggiunti da Blue Devil, Nightshade e Nightmaster, e quest'ultimo diede il nome di "Shadowpact".
Durante il corso della storia, fu rivelato dal Mago Shazam che il nome "Shadowpact" fu ripetutamente utilizzato nel corso della storia da gruppi di mistici che combattevano per cause perse e che erano destinati al fallimento.
Nel loro combattimento con Lo Spettro, al gruppo si unirono altri: Lo Straniero Fantasma, che consigliò il Detective Chimp anche se fu trasformato in un roditore; Capitan Marvel; il Mago Shazam; e Black Alice. Però alla fine della serie, solo i sei membri fondatori della squadra rimasero nel gruppo. Lo Straniero Fantasma, ritornato in forma umana, continuò a fare da consigliere alla squadra. Capitan Marvel fu sconfitto dallo Spettro quando tentò di difendere la Roccia dell'Eternità. Anche il potente Mago Shazam fu sconfitto dallo Spettro. Black Alice, dopo aver testimoniato la battaglia finale sulla Roccia da lontano insieme agli Shadowpact, se ne andò per stare con suo padre a Dayton, Ohio, senza essersi mai ufficialmente unita al gruppo.
I detriti della Roccia dell'Eternità caddero su El Paso, Texas. Qui, i Pact entrarono in azione quando la metà di un grattacielo cominciò a cadere. Superman riuscì a salvare la situazione, riparando il palazzo a super velocità. I Pact gli assicurarono che sarebbero rimasti ad El Paso per aiutare. Dietro di loro, senza essere notato, lo scarabeo di Blue Beetle fu raccolto da un giovane di nome Jaime Reyes.
Poco tempo dopo, gli Shadowpact aiutarono Robin a fare la ronda dei metaumani di Blüdhaven, appena prima che la città fosse distrutta. Durante l'avventura, furono aiutati da un altro eroe basato sulla magia, la Figlia di Warlock.
Il quartier generale degli Shadowpact è l'Oblivion Bar, un punto di ritrovo per i mistici con un'entrata segreta a Gotham City. All'epoca, Jim Rook era il proprietario del bar. Durante l'assenza di un anno della squadra, un prestigiatore armato di flipper di nome Eddie Deacon ne divenne il proprietario. Deacon ne rivendicò, poi, la proprietà nonostante il ritorno di Rook. Rook lavorò per farsi ridare il bar senza consigliare Deacon sul come mandarlo avanti, per esempio: Deacon non sapeva come si digita il numero sui telefoni terrestri. I Pact non reclamarono il bar con la forza, perché Deacon possedeva l'abilità di schiacciare, stringere le piccole cose, come le cose che contengono aria.

### Day of Vengeance Special
In The Day of Vengeance Special, i membri dello Shadowpact si unirono ad altri utilizzatori della magia nel tentativo di ricostruire la Roccia dell'Eternità dopo che si frantumò su Gotham City. Sotto la guida dello Straniero Fantasma, gli eroi uniti si divisero in tre gruppi: uno guidato da Zatanna che mise insieme e riassemblò tutti i pezzi della Roccia dell'Eternità e il suo contenuto; uno per agire da esca per i Sette Peccati Mortali dell'Uomo; ed uno, composto dallo Straniero Fantasma e dagli Shadowpact, per intrappolare i Peccati. Il piano funzionò alla perfezione, dato che il gruppo di Zatanna fece un lavoro breve per il ritrovamento e il riassemblaggio della struttura. Dopo aver catturato l'Avidità, Nightshade fu attaccata e sconfitta da Felix Faust e i Demoniaci Tre, che la consegnarono ad Alexander Luthor Jr., che la incorporò nella batteria del potere del multiverso.
Con la ricostituzione della Roccia dell'Eternità, Zatanna disse a Capitan Marvel che lui avrebbe dovuto rimanervi all'interno per assicurarsi che la magia vi rimanesse contenuta. Mentre la Roccia veniva ricostituita, Nabu, l'ultimo Signore dell'Ordine, si confrontò con Lo Spettro. Punzecchiava Lo Spettro da punto in cui questi lo uccise. Quest'azione ebbe due risultati: primo, costrinse la Presenza a notare ciò che Lo Spettro stava facendo e a metterlo in nuovo ospite, Crispus Allen. Secondo, segna la fine della Nona Era della Magia e l'inizio della Decima. Faceendolo alla Roccia, Nabu ebbe il tempo di spiegare agli eroi cosa successe allo Spettro prima di morire, e incaricò il Detective Chimp di trovare il nuovo Dottor Fate. Vedendo che l'elmo non gli stava, Chimp lo diede a Capitan Marvel perché lo lanciasse dalla Roccia dell'Eternità e lo facesse cadere sulla Terra, lasciando che il destino scegliesse il nuovo Dottor Fate.

### La serie degli Shadowpact
La serie degli Shadowpact iniziò ad essere pubblicata nel maggio 2006. La squadra ora opera al di fuori dell'Oblivion Bar.
Nella prima storia, fu introdotto un gruppo di criminali noto come il Pentacolo i cui membri erano contrapposti degli Shadowpact. Il Pentacolo, guidato dalla Strega, formò uno scudo quasi impenetrabile di sangue solido oltre Riverrock, in Wyoming e cominciò sistematicamente ad uccidere la popolazione della città come mezzo di convocazione per il maestro di Strega, il Signore della Luce. Gli Shadowpact entrarono in città con l'aiuto dello Straniero Fantasma. Questi furono catturati dal Pentacolo, con l'eccezione di Detective Chimp, che fu portato via da Karnevil, che lo torturò. Nella sua magica prigione, il Coniglio Bianco gli propose di liberare i suoi compagni così che Nightmaster affini le sue capacità e lo incontri in un futuro scontro. Nightmaster accettò, e dopo il loro rilascio, Enchantress attaccò il Coniglio Bianco poiché non si fidava di lui. Dopo di ciò, trovarono Chimp e depotenziarono il Pentacolo, Enchantress spezzò l'incantesimo di Strega in cambio di un anno (che passò in fretta) della città.
Nella storia successiva i membri dello Shadowpact si trovarono presi di mira da un intero cast di criminali inclusi Blue Moon, Wild Huntsman, e la Congregazione. Seguono tutti gli ordini di Dottor Gotham, un criminale che passò dei millenni sottoterra, e che adesso si pose il fine di liberarsi degli Shadowpact. Fu rivelato che Strega era una dei suoi alleati, ed era responsabile della minaccia precedente sventata dagli Shadowpact. Durante questa storia, Enchantress e Ragman furono entrambi tramutati in segugi infernali da Wild Huntsman e Nightshade, Blue Devil, e Ragman furono tutti accecati dalla Congregazione. Nonostante queste ferite, gli Shadowpact costrinsero la Congregazione alla ritirata. Con l'aiuto di Madame Xanadu riuscirono a curare la cecità dei propri compagni, e nonostante i loro recenti guai si ritrovarono in una posizione più forte nell'ordine magico; Enchantress ottenne la possessione del Calderone Herne-Ramsgate da Nightwitch che diede agli Shadowpact l'accesso alle informazioni su ogni creatura magica dell'Universo DC, mentre il Detective Chimp e Nightmaster studiarono una strategia tattica al fine di trasformare gli Shadowpact in un gruppo migliore. Una parte di questo processo era scrivere le "Tre Leggi Universali del Supereroismo", un chiaro riferimento alle Leggi della Robotica di Isaac Asimov, come citato dal detective Chimp.
- Prima Legge: Le vite e la salvaguardia degli innocenti dovranno sempre essere protette.
- Seconda Legge: Le vostre vite e salvaguardia (voi supereroi) e dei membri della vostra squadra dovranno essere protette, purché questa salvaguardia non contrasti con la Prima Legge.
- Terza Legge: Le vite e la slavaguardai degli avversari dovranno essere protette, purché tali azioni non contrastino con le prime due Leggi.

Checkmate fece le veci degli Shadowpact perché potessero assistere la Regina Nera nella sua infiltrazione tra i Kobra. Originariamente, la squadra pensava che sarebbe stat una cosa da una visita e via, ma la regina Nera di Checkmate li informò che loro avrebbero aiutato Checkmate finché questi ne avrebbe avuto bisogno, per l'irritazione di Enchantress.

### Shadowpact Unlimited
Nella storia finale prima della cancellazione della serie, lo Straniero Fantasma portò gli Shadowpact del 1908 e del 2108 nel presente al fine di combattere il Re Sole, rivelatosi essere il Dottor Gotham. Nella battaglia finale, numerosi membri degli Shadowpact da diverse epoche si unirono, combattendo il Re Sole in multiple zone temporali contemporaneamente.
Dopo la sua sconfitta, lo Straniero Fantasma rivelò che la storia fu cambiata, e che gli Shadowpact precedenti non furono più ricordati come falliti.

## Membri
Membri attivi in grassetto.

### Membri fondatori
- Blue Devil - Daniel Cassidy, ex stuntman di Hollywood maledetto dal demone Nebiros, ora retrocesso a Demone in Rima.
- Detective Chimp - Bobo T. Chimp, è il più grande detective scimmia del mondo.
- Enchantress - June Moone, le furono dati grandi poteri da un misterioso essere magico.
- Nightmaster - Jim Rook, portatore del Nightblade, ex leader degli Shadowpact, ex proprietario dell'Oblivion Bar.
- Nightshade - Eve eden. rifugiata dalla Terra dei Nightshades, ex operativa governativa.
- Ragman - Rory Regan, l'ultima di una lunga linea di redenti che utilizza "Il Grande Artefatto da Collezione" per combattere il Male.

### Membri successivi
- Acheron - Dichiara di essere un potente fantasma ma non nella lega dello Spettro.
- Midnight Rider - Elias Stone, porta un paio di pistole da sei colpi incantati da lui chiamati Pistole Fantasma che compaiono solo di notte. Chi o cosa viene sparato da quelle pistole diventa di pietra, e ritornano alla normalità quando vengono a contatto con la luce solare.
- Figli di Warlock - Laura Fell, ex accolita di Johnny Warlock. Laura e Johnny condivisero la stessa fonte di potere e furono entrambi confinati nella Torre Oscura.
- Zauriel - Angelo caduto ed ex membro della Justice League of America che fu inviato dal Paradiso per uccidere Blue Devil, ma si unì al gruppo in sua vece quando questi fu il protagonista di una sua serie.

## Raccolte in volume
La serie fu collezionata in un numero di tascabili:
- The Pentacle Plot (contenente Shadowpact n. da 1 a 3, da 5 a 8, 168 pagine, giugno 2007, Titan Books, ISBN 1845765338, DC Comics, ISBN 1401212301)
- Cursed (contenente Shadowpact n. 4 e da 9 a 13, 144 pagine, gennaio 2008, Titan Books, ISBN 1845767381, DC Comics, ISBN 1401216331)
- Darkness and Light (contenente Shadowpact n. da 14 a 19, 144 pagine, giugno 2008, Titan Books, ISBN 1845768922, DC Comics, ISBN 1401218040)

Day of Vengeance fu anche collezionato in un volume singolo:
- Day of Vengeance (contenente Day of Vengeance n. da 1 a 6, Action Comics n. 826, Adventures of Superman n. 639 e Superman n. 216, 224 pagine, dicembre 2005, ISBN 1401208401)